# فيليكس ديلجادو
فيليكس ديلجادو (مواليد 5 فبراير 1949) هو مبارز بالسيف كوبي، مثّل بلاده في الألعاب الأولمبية الصيفية 1968.

## روابط خارجية
فيليكس ديلجادو على موقع أوليمبيديا (الإنجليزية)